# Elena di Danimarca
Elena di Danimarca (attorno al 1180 – Luneburgo, 22 novembre 1233) fu erede di Garding e, per matrimonio, duchessa di Luneburgo. È la Stammmutter dei giovani Welfen.

## Biografia
Elena era la figlia più giovane del re danese Valdemaro I il Grande (1131-1182) e di sua moglie, la principessa Sofia di Minsk (1141-1198). Era sorella del re danese Canuto VI e Valdemaro II e la regina francese Ingeburge.
Nell'estate del 1202, la principessa Elena e il duca Guglielmo di Luneburgo (1184-1213) si sposarono ad Amburgo, diventando così la nuora del duca sassone Enrico il Leone e della sua moglie inglese, la principessa Matilde, e portando il titolo di duchessa Elena di Luneburgo. Dal matrimonio nacque un figlio, il futuro duca di Brunswick-Lüneburg, Ottone I il Fanciullo (1204-1252). Dopo la morte prematura di suo marito, il duca Guglielmo, nel 1213, suo cognato, l'imperatore Ottone IV, assunse il governo di Luneburgo prima che gli succedesse il figlio di Guglielmo, Ottone. Quest'ultimo fu nominato erede del patrimonio allodiale Welfen dallo zio Enrico il Vecchio nel 1223.
La duchessa Elana fu sepolta nel monastero benedettino di San Michele di Luneburgo.

## Ascendenza
|                             |                |                         | Genitori                   |  |  | Nonni |  |  | Bisnonni            |  |  | Trisnonni             |  |
|                             |                |                         |                            |  |  |       |  |  | Eric I di Danimarca |  |  | Sweyn II di Danimarca |  |
|                             |                |                         |                            |  |  |       |  |  | Eric I di Danimarca |  |  | Sweyn II di Danimarca |  |
|                             |                | Gunhild Svensdatter     |                            |  |  |       |  |  | Eric I di Danimarca |  |  |                       |  |
| Canuto Lavard               |                |                         |                            |  |  |       |  |  | Eric I di Danimarca |  |  |                       |  |
|                             |                | Bodil Thurgotsdatter    | …                          |  |  |       |  |  |                     |  |  |                       |  |
|                             |                | Bodil Thurgotsdatter    | …                          |  |  |       |  |  |                     |  |  |                       |  |
|                             |                | Bodil Thurgotsdatter    | …                          |  |  |       |  |  |                     |  |  |                       |  |
| Valdemaro I di Danimarca    |                | Bodil Thurgotsdatter    |                            |  |  |       |  |  |                     |  |  |                       |  |
|                             |                | Mstislav I di Kiev      | Vladimir II di Kiev        |  |  |       |  |  |                     |  |  |                       |  |
|                             |                | Mstislav I di Kiev      | Vladimir II di Kiev        |  |  |       |  |  |                     |  |  |                       |  |
|                             |                | Mstislav I di Kiev      | Gytha del Wessex           |  |  |       |  |  |                     |  |  |                       |  |
| Ingeborg Mstislavna di Kiev |                | Mstislav I di Kiev      |                            |  |  |       |  |  |                     |  |  |                       |  |
|                             |                | Cristina Ingesdotter    | Ingold I di Svezia         |  |  |       |  |  |                     |  |  |                       |  |
|                             |                | Cristina Ingesdotter    | Ingold I di Svezia         |  |  |       |  |  |                     |  |  |                       |  |
|                             |                | Cristina Ingesdotter    | Helena                     |  |  |       |  |  |                     |  |  |                       |  |
| Elena di Danimarca          |                | Cristina Ingesdotter    |                            |  |  |       |  |  |                     |  |  |                       |  |
|                             | Gleb Vseslavič | …                       |                            |  |  |       |  |  |                     |  |  |                       |  |
|                             | Gleb Vseslavič | …                       |                            |  |  |       |  |  |                     |  |  |                       |  |
|                             | Gleb Vseslavič | …                       |                            |  |  |       |  |  |                     |  |  |                       |  |
| Volodar Glebovič            | Gleb Vseslavič |                         |                            |  |  |       |  |  |                     |  |  |                       |  |
|                             |                | Anastasija Jaropolkovna | …                          |  |  |       |  |  |                     |  |  |                       |  |
|                             |                | Anastasija Jaropolkovna | …                          |  |  |       |  |  |                     |  |  |                       |  |
|                             |                | Anastasija Jaropolkovna | …                          |  |  |       |  |  |                     |  |  |                       |  |
| Sofia di Minsk              |                | Anastasija Jaropolkovna |                            |  |  |       |  |  |                     |  |  |                       |  |
|                             |                | Boleslao III di Polonia | Ladislao Herman di Polonia |  |  |       |  |  |                     |  |  |                       |  |
|                             |                | Boleslao III di Polonia | Ladislao Herman di Polonia |  |  |       |  |  |                     |  |  |                       |  |
|                             |                | Boleslao III di Polonia | Giuditta di Boemia         |  |  |       |  |  |                     |  |  |                       |  |
| Rikissa di Polonia          |                | Boleslao III di Polonia |                            |  |  |       |  |  |                     |  |  |                       |  |
|                             |                | Salomea di Berg         | Enrico I di Berg           |  |  |       |  |  |                     |  |  |                       |  |
|                             |                | Salomea di Berg         | Enrico I di Berg           |  |  |       |  |  |                     |  |  |                       |  |
|                             |                | Salomea di Berg         | Adelaide di Mochental      |  |  |       |  |  |                     |  |  |                       |  |
|                             |                | Salomea di Berg         |                            |  |  |       |  |  |                     |  |  |                       |  |